# Бунаков, Николай Фёдорович
Николай Фёдорович Бунаков (26 ноября [8 декабря] 1837 или 1836, Вологда — 8 [21] ноября 1904[…] или 21 ноября 1904, Санкт-Петербург) — русский педагог, публицист, прозаик, мемуарист.

## Биография
Родился 26 ноября (8 декабря) 1837 года в Вологде. Окончил курс Вологодской классической гимназии.
Преподавал русский язык в Вологодском уездном училище, в Воронежском кадетском корпусе, сотрудничал с воронежским научным журналом «Филологические записки». Одновременно организовал начальную школу с двухгодичным сроком обучения, разрабатывал методику преподавания в ней.
Был руководителем учительских съездов и курсов. Руководил одиннадцатью учительскими съездами. В 1872 году читал лекции по методике обучения родному языку на съезде учителей.
Усмотрев в Бунакове человека «политически неблагонадёжного», чиновники отстранили его от организационно-педагогической деятельности, и он переехал в село Петино Воронежской губернии, где на свои средства открыл начальное народное училище — трёхлетнее, с интернатом. Из выпускников училища создал самодеятельный крестьянский театр.
Умер в Санкт-Петербурге 8 (21) декабря 1904 года. Похоронен на Литераторских мостках Волковского кладбища. После революционных событий 1917 года могила была разграблена; как писала «Красная панорама» в № 9 от 28 февраля 1925 года (статья «Литераторские мостки»): «Провалившиеся склепы (некоторое время череп Н. Ф. Бунакова валялся на поверхности земли) засыпаны землёй…»

## Основные идеи и вклад в развитие российской педагогики
Бунаков последовательно развивал идеи К. Д. Ушинского. Например, он подробно разработал методику объяснительного чтения в соответствии с дидактическими и методическими установками Ушинского, и усовершенствовал её Был сторонником демократизации народной школы и введения всеобщего бесплатного начального обучения. Считал, что неграмотность является величайшей бедой и несчастьем народа, а успех борьбы с этой бедой зависит от расширения сети народных школ и организации обучения в них. Разработал методику и содержание начального образования: кроме счёта, письма и чтения учебный план его училища включал сведения о природе, географию, историю и литературу, светское пение, огородничество и садоводство. Важнейшим делом считал подготовку народных учителей и увеличения их числа в школах вдвое. Считал, что общественная и частная инициатива должны иметь полную свободу в устройстве народных школ.

### Трудовое воспитание
Бунаков отмечал, что основное начало разумной жизни для человека есть труд: «Уже всеми признаны общечеловеческое право на труд и общечеловеческая обязанность трудиться, и это яркий пример полного слияния права с обязанностью» В педагогических работах Бунакова отражена точка зрения о том, что школа должна развивать в своих учениках любовь и уважение к труду как в интересах обучения, которое само по себе есть труд и немыслимо без труда, так и в интересах жизни вообще. Бунаков считал, что учащийся может полюбить труд посильный и интересный. Для того, чтобы ученик полюбил учение (а это, по Бунакову, и есть та самая разновидность труда, на котором школа может развивать в детях любовь к труду как таковому), необходимо, чтобы учение соответствовало силам и возрасту учащихся, поэтому ученики должны с первого раза прочувствовать, а затем систематически осознавать, что они идут в школу заниматься серьёзным и важным делом — трудом. По мнению Бунакова, если с первого раза школьное дело представится ученику, во-первых, серьёзным, во-вторых, интересным и занимательным и если затем учитель сумеет как можно чаще повторять такое впечатление, то в душе маленького ученика накопится масса ощущений, которые в результате дают представления об учении как деле важном и занимательном.

### Народность в воспитании
Бунаков считал, что важным мотивом в жизни человека является сознание себя гражданином страны и стремление к пользе своего отечества как к личной выгоде. Он отмечал, что школа должна поддерживать в учениках чувство народности. К этому ведёт изучение родной природы, отечественной географии и истории, изучение родного языка и поэтического материала, носящего на себе яркую, живую печать народного духа, представляющего идеальное изображение русской природы и русской жизни. При этом Бунаков не противопоставлял идею народности в воспитании общечеловеческому воспитанию. По его мнению, не нужно искусственно подогревать в детях любовь к отечеству и представлять им всё отечественное преувеличенно прекрасным. По его мнению, разумные педагоги, просвещая умы воспитанников европейской наукой, насколько это возможно, рядом с любовью к отечеству должны развивать и вообще любовь человека в обширном смысле слова.

## Память

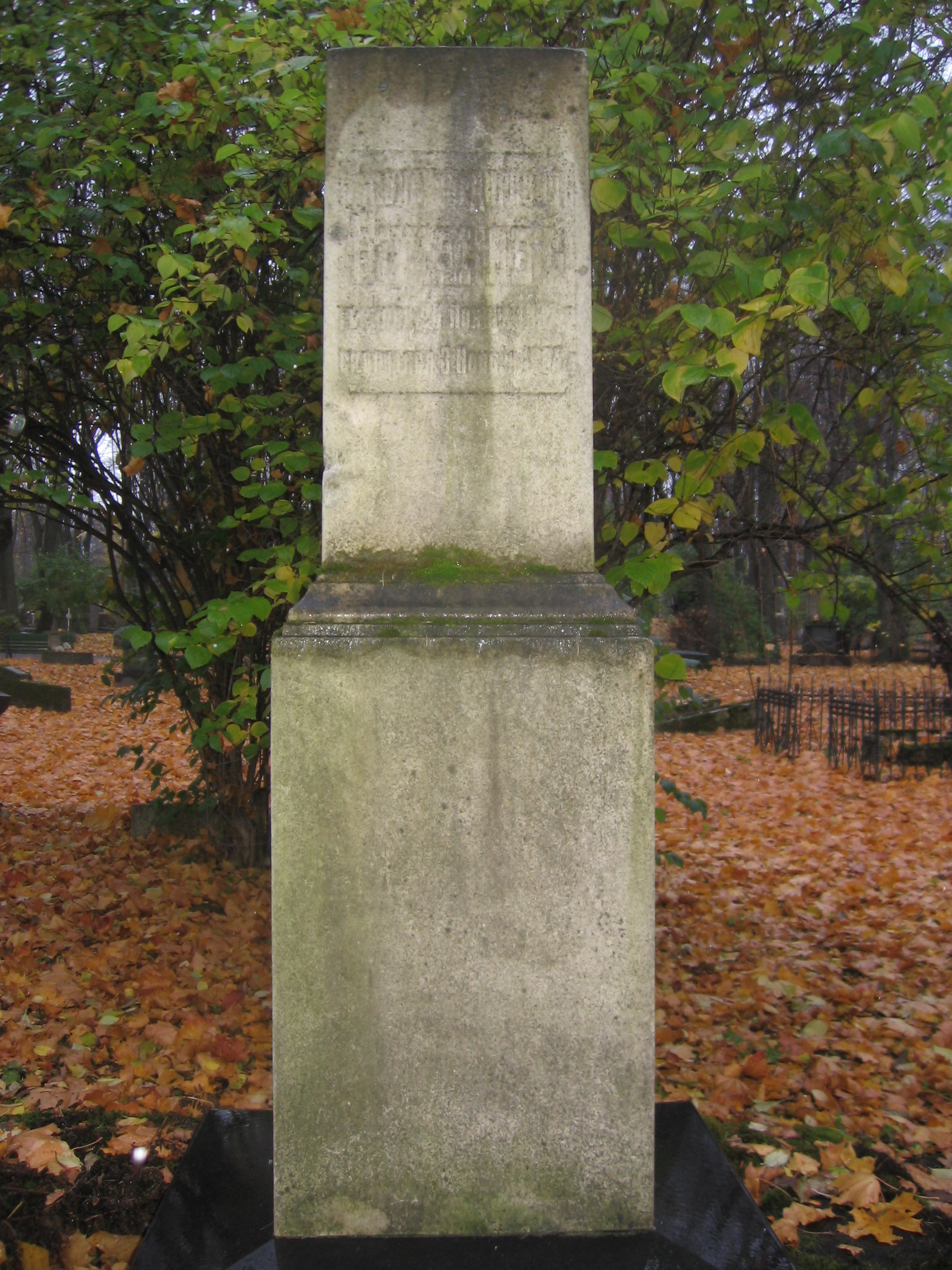
Могила Н. Ф. Бунакова на Литераторских мостках

Мемориальная доска Н. Ф. Бунакову установлена в Воронеже на д. 27 по улице 20-летия Октября.